# Elephantulus pilicaudus
Elephantulus pilicaudus is een zoogdier uit de familie van de springspitsmuizen (Macroscelididae). De wetenschappelijke naam van de soort werd voor het eerst geldig gepubliceerd door Hanneline Smit in 2008.

## Voorkomen
De soort komt voor in Zuid-Afrika.